# Riserva naturale Lago di Vico
La riserva naturale Lago di Vico è un'area naturale protetta situata nei comuni di Ronciglione e Caprarola, in provincia di Viterbo.
Istituita con legge regionale n.47 del 28 settembre 1982 ed ampliata nel 2008, la riserva rientra nel sistema delle aree naturali protette della Regione Lazio; occupa la totalità dell'invaso del Lago di Vico e si estende su una superficie di 4.109 ettari.

## Storia
Istituita con la legge regionale n. 47 del 28/09/1982, originariamente era denominata Riserva Naturale Parziale Lago di Vico, poiché l'area protetta comprendeva solo il territorio di ettari 3.346 di competenza del comune di Caprarola (ente gestore della Riserva), senza la porzione di lago sotto giurisdizione del comune di Ronciglione.
Con legge regionale n. 24 del 24 dicembre 2008 il Consiglio Regionale della Regione Lazio ha istituito l'"Ente Monti Cimini - Riserva Naturale regionale Lago di Vico", ente gestore che subentra al Comune di Caprarola nella gestione della Riserva Naturale. Con la stessa legge viene inoltre approvato l'ampliamento della Riserva, includendo anche il versante sud-ovest del lago, quello del comune di Ronciglione, raggiungendo la nuova estensione di 4.109 ettari che comprende l'intero bacino del lago e la cinta montuosa circostante, di origine vulcanica.

## Fauna
Un territorio così ricco di diverse specie vegetali e di ambienti diversi fra loro consente lo sviluppo della vita a molte specie animali.
L'ittiofauna, favorita dalla buona qualità delle acque, comprende il luccio, il coregone, il persico reale, la tinca. Numerosi gli anfibi come la rana verde, la raganella, il rospo comune e quello smeraldino; tra i rettili la natrice dal collare, la testuggine comune e il colubro d'Esculapio.
Tra i mammiferi, scomparsa da non molti anni la lontra, sono presenti la nutria, la volpe, il tasso, il cinghiale, la martora, la puzzola e, sempre più raro, il gatto selvatico.
Il punto di maggiore interesse e di richiamo per i visitatori è costituito dall'avifauna, assai varia data la presenza di ambienti diversi come il bosco, la palude, i prati umidi, i coltivi e lo specchio d'acqua.
Sulle sponde o sul pelo dell'acqua sono osservabili molti uccelli acquatici, dalle folaghe, agli anatidi come il moriglione, la moretta, il germano reale, il fischione, la canapiglia, l'alzavola. Tra le altre specie lo svasso maggiore, simbolo della Riserva, gli aironi bianchi, quelli cinerei, la garzetta, il tarabusino, il porciglione, la sgarza ciuffetto, lo svasso piccolo e gli storni che a migliaia passano le notti invernali sui salici della ripa e sui canneti.
I rapaci annoverano il lanario (Falco biarmicus), il nibbio bruno, lo sparviero, la poiana, il gheppio, il falco di palude, il falco pellegrino.
Nei boschi vivono rapaci notturni come il barbagianni, l'allocco, il gufo comune, la civetta, l'assiolo.
Nel fitto dei boschi vivono anche picchi, ghiandaie, fringuelli, cinciarelle, upupe, scriccioli.